# Cyrtodactylus pulchellus
Cyrtodactylus pulchellus là một loài thằn lằn trong họ Gekkonidae. Loài này được Gray mô tả khoa học đầu tiên năm 1827.

## Hình ảnh

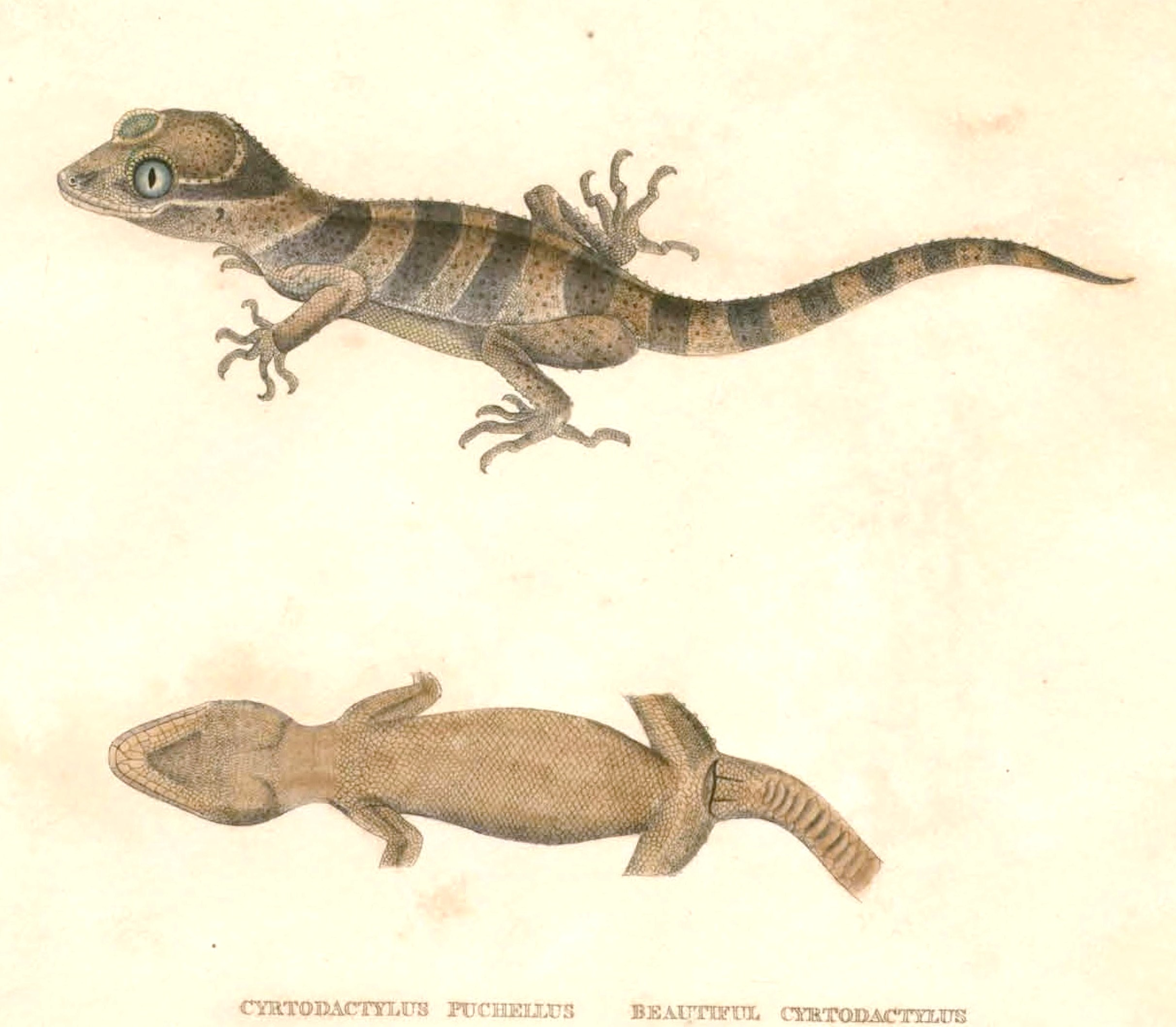